# طريق الشط (ليبيا)
طريق الشط أو الطريق السريع 2 هو طريق ساحلي في العاصمة طرابلس ومطل على شاطئ البحر الأبيض المتوسط وهو جزء من طريق الساحل السريع تم انشاؤه في عهد الرئيس الليبي الراحل معمر القذافي واستغرق الأمر ستة أشهر من إنشائه وافتتح عام 1990 يحده من الشرق مستشفى القلب ومن الغرب الطريق الساحلي المؤدي إلى مدينة الزاوية ومن الجنوب الطريق السريع 1 وشمالاً شاطئ البحر.

## مشروع الطريق الساحلي الجديد
```
في مشروع الطريق الساحلي الجديد يعتبر طريق الشط ضمن مشروع الشركة الإيطالية التي وقعت اتفاقية التعويض عن الإحتلال الإيطالي في ليبيا حيث سيتم توسعة الطريق وبوضع حواجز من اليمين واليسار لتخفيف الحوادث والإزدحام وفي نظر سكان العاصمة طريق الشط عندهم أفضل من الطريق السريع نظرا لاتساعه من الجهتين بدأ مشروع تشييد الطريق الساحلي في يونيو 2010 من رأس اجدير غربًا إلى امساعد شرقًا إلى أن توقف في 17 فبراير 2011 بسبب فوضى الثورة الليبية وقد عادت الشركة في يناير 2013 ولكنها انسحبت من ليبيا بسبب عدم استقرار الأمن.
```